# Аркесилай I
Аркесилай I (греч. Ἀρκεσίλαος) — древнегреческий царь Кирены в 600—583 годах до н. э.
Происходил из династии Баттиадов. Сын царя Батта I. После смерти отца в 600 году до н. э. Аркесилай унаследовал власть. В это время Кирена была небольшой греческой колонией. Учитывая то, что население Кирены было небольшим, Аркесилай I не пытался расширять пределов города.
Сосредоточился на создании прочных экономических основ своего государства. Началось разведение овец, сводились мастерские по выработке гончарных изделий. В это время греки поняли целебные свойства растения сильфия. Его выменивали у ливийцев на изделия из материковой Греции. Аркесилай пытался превратить Кирену в важный посреднический порт между ливийцами и другими греками.
Умер царь Кирены в 583 году до н. э., передав власть сыну Батту II. Также у него была дочь Критола.